# Prosper De Cloedt
Prosper Arthur De Cloedt (Koolkerke, 27 september 1878 - Brussel, 1 juli 1955) was een Belgisch senator en ondernemer.

## Levensloop
De Cloedt was een zoon van de aannemer van openbare werken en senator Emmanuel De Cloedt. Hij volbracht universitaire studies in de handelswetenschappen in Antwerpen en werd vennoot van zijn vader. 
Van 1900 tot 1914 integreerde hij zich in het maatschappelijk leven in Brugge, onder meer als lid van de Burgerwacht en van de Koninklijke Handbooggilde Sint-Sebastiaan. Hij was ook lid van de vrijmetselaarsloge La Flandre, voor wie hij als mecenas optrad wanneer aan de tempel werken moesten worden uitgevoerd. In 1924 was hij een van de oprichters van de vereniging zonder winstoogmerk La Flandre.
Tijdens de Eerste Wereldoorlog streed hij in het Belgisch leger en na de oorlog nam hij het familiebedrijf van zijn vader over. De waterbouwkundige werken werden de specialiteit van de onderneming, die voor baggerwerken, havenaanleg, uitdiepingen en andere waterwerken, een internationale bekendheid en faam verwierf.
Daarnaast bleef De Cloedt bestuurder van de verschillende ondernemingen waar de familie aandelen in bezat, zoals de IJzergieterij La Madeleine en de sigarenfabriek De Neve.
Zoals zijn vader speelde hij een rol in de Brugse liberale partij. Hij was voorzitter van de Maatschappij voor Onderlinge Bijstand en van de coöperatieve volksbakkerij De Koornbloem. Zijn invloed (en financiële steun) maakten dat hij een opvolgersplaats kon innemen op de senaatslijst en in juni 1923 de opvolging kon nemen van de overleden Alphonse Dumon. Hij bleef dit mandaat echter slechts tot in 1925 vervullen, want de liberalen verloren hun senaatszetel. De omvang en het internationaal karakter van de zich sterk ontwikkelende Baggerwerken De Cloedt maakten dat De Cloedt Brugge verliet en zijn woonplaats en zijn hoofdkwartier naar Brussel verplaatste.